# 吉永健太朗
吉永 健太朗（よしなが けんたろう、1993年10月13日 - ）は、東京都日野市出身の元社会人野球選手（投手）、ベースボール5選手。右投右打。

## 経歴
日野市立南平小学校時に南平アトムズで野球を始める。日野市立七生中学校時には調布シニアに所属。 3年時には全国大会で春夏ベスト8の成績を残す。
2009年、日大三高に進学。1年秋よりベンチ入りし、2年生となった第82回選抜高等学校野球大会では控え投手として登板。秋からはエースとなり、第41回明治神宮野球大会ではチームを優勝に導いた。
3年時の第83回選抜高等学校野球大会ではベスト4、第93回全国高等学校野球選手権大会では優勝と結果を残した。選手権後、2011年8月28日から開催の第9回AAAアジア野球選手権大会に日本代表の一員に選ばれ、最優秀防御率賞を獲得し、オールスターチーム（ベストナイン）に選出された。
高校の1学年上には、山崎福也、同級生には髙山俊、横尾俊建、宮之原健らがいる。
2012年に高校卒業後、東京六大学野球の早稲田大学に進学。1年春からリーグ戦に登板し、4勝をあげ、ベストナイン、最優秀防御率投手に選出される。チームとしてはリーグ優勝し、第61回全日本大学野球選手権大会では2勝をあげ優勝に貢献し、最優秀選手に選出された。2年時にも年間で3勝をあげた。しかし以降はフォーム固めなどに苦しみ登板成績は伸び悩んだ。
2015年に大学卒業後、社会人野球の強豪・JR東日本に入社する。高校時代の同級生でバッテリーを組んだ立教大学の鈴木貴弘も同期入社となった。入社1年目のオフに当時の堀井哲也監督から野手転向を進められ、転向する。2年目の3月のオープン戦で走者として頭から帰塁した際に右肩を亜脱臼し、靱帯も一部断裂した。回復が見込めず、その年の秋に手術。医師からは投手としての復帰の可能性は30%と宣告される。翌年はリハビリのために野球部を休部し、社内業務と並行しながら復帰に向けて仕事後や休日にはリハビリに励んだ。2019年のシーズンオフに鈴木とともに現役を引退。その後も会社に残り社業に専念するとした。引退後はマネージャーに転向した鈴木とは別に業務研修に取り組み、都内のターミナル駅のみどりの窓口などで駅員として勤務している。
2022年10月にJR東日本を退職し、総合人材サービス大手のパーソルキャリアに転職。
2023年夏からは高校時代の同級生でベースボール5日本代表である宮之原の誘いでベースボール5をプレーしており、自身のチーム「Hi5 Tokyo」（ハイファイブ・トウキョウ）を設立している。吉永は使用する道具の少ないベースボール5を「子どもたちが野球に興味を持ってもらう“入り口”としては最適」と考え、ベースボール5を取っかかりとした野球の普及活動にも力を入れている。

## ギャラリー

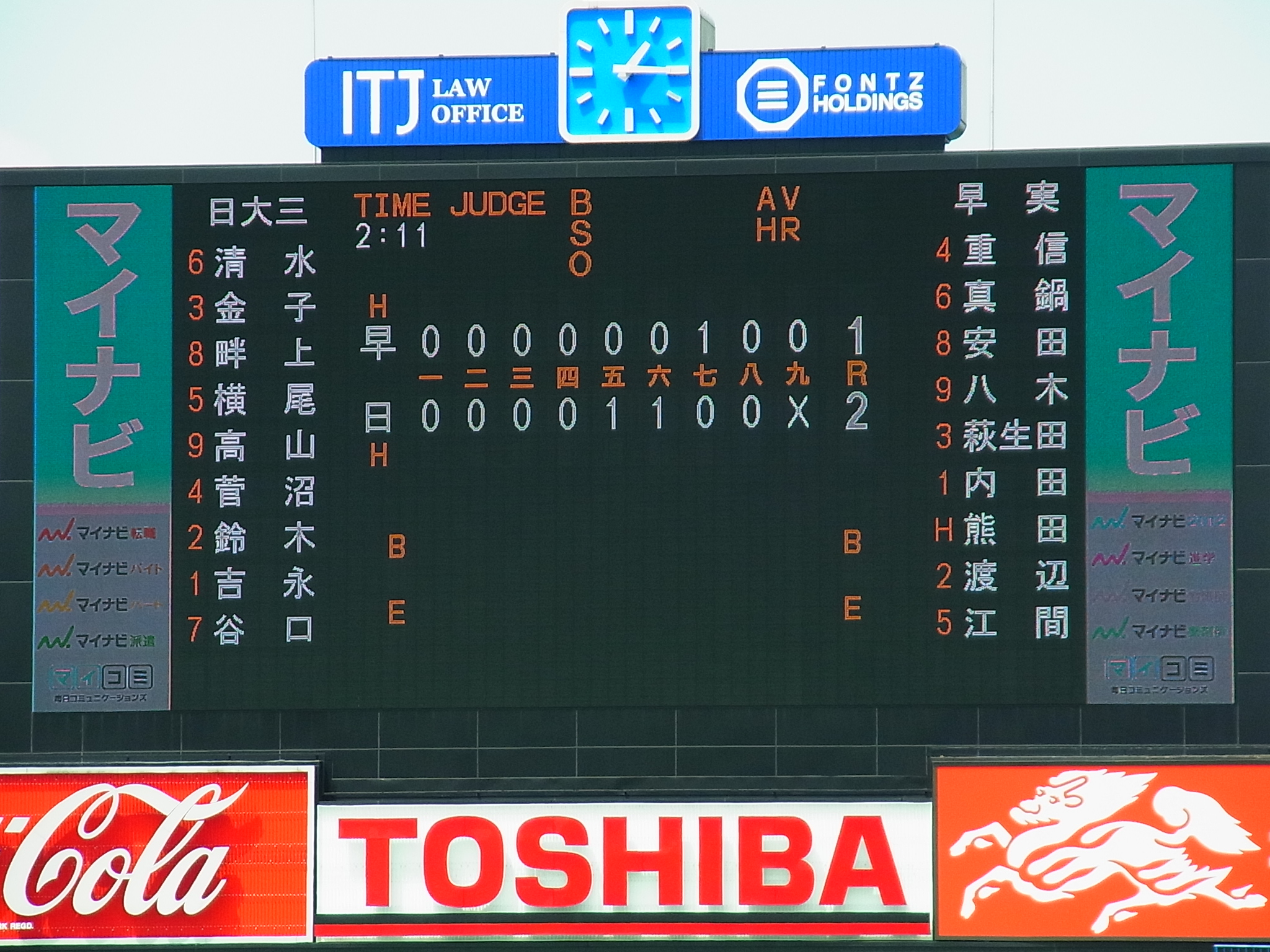
日大三高 東京大会優勝（2011年7月30日撮影）
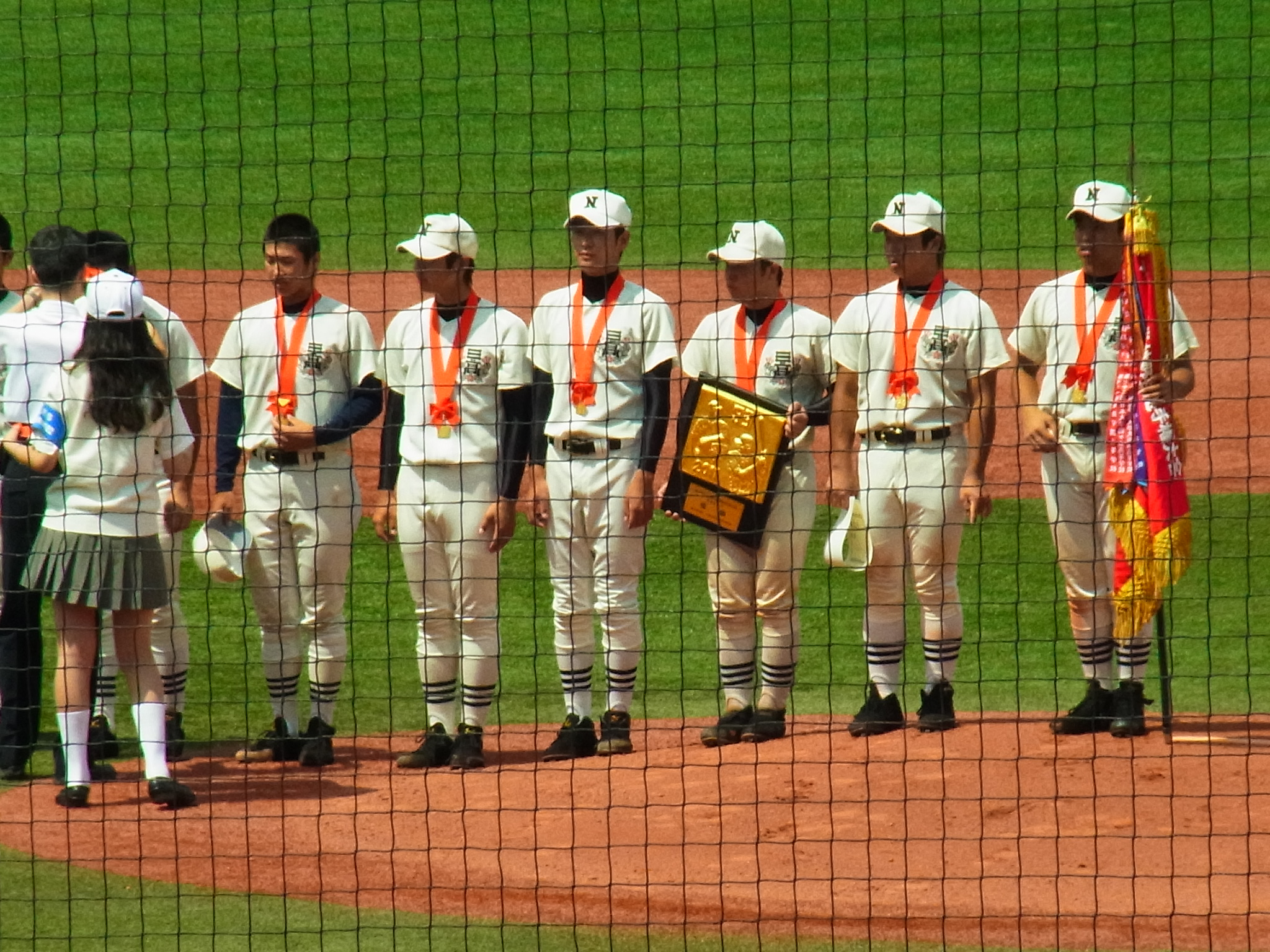
同表彰式（2011年7月30日撮影）
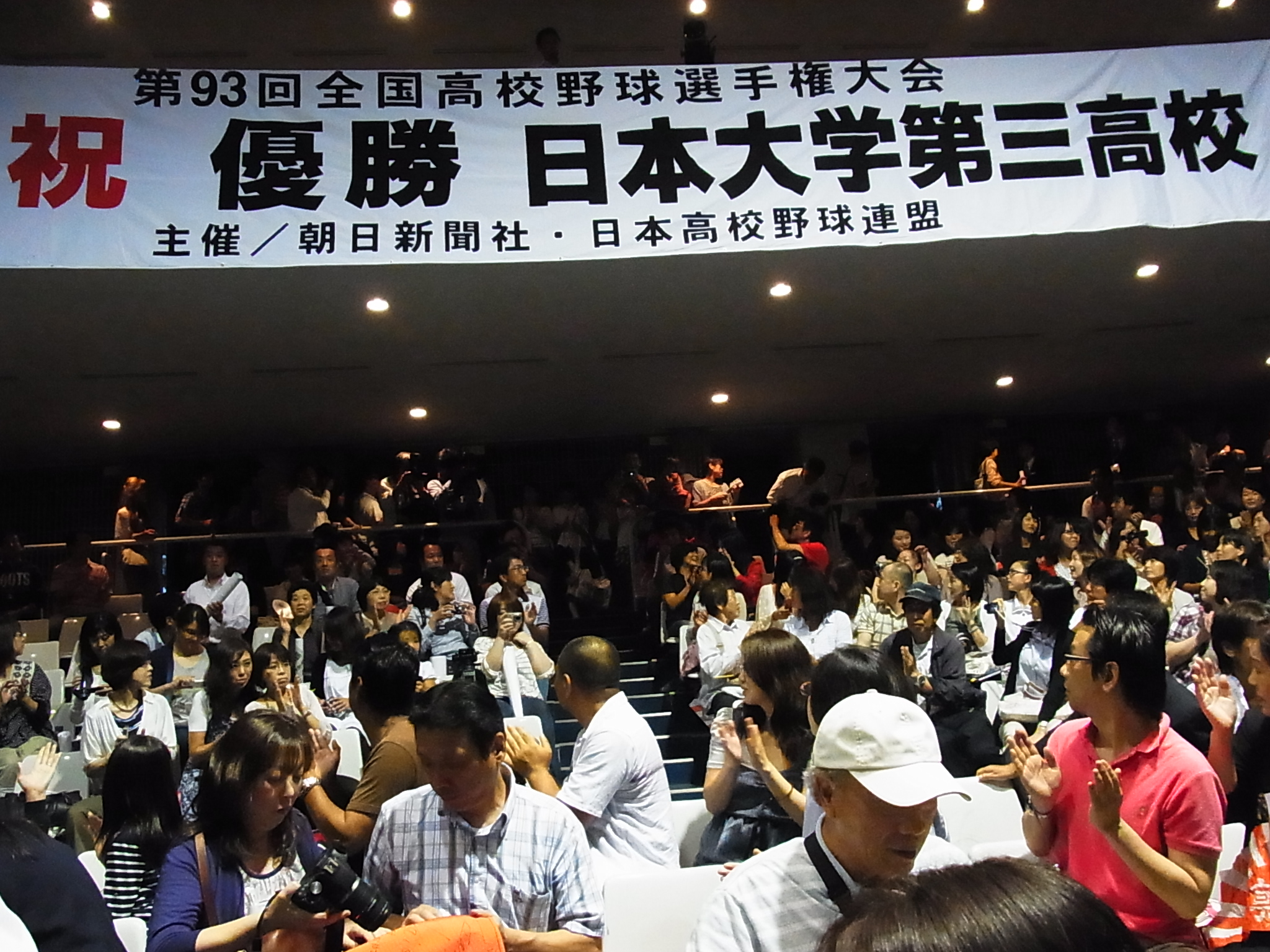
日大三高夏の選手権大会優勝（2011年8月21日撮影）
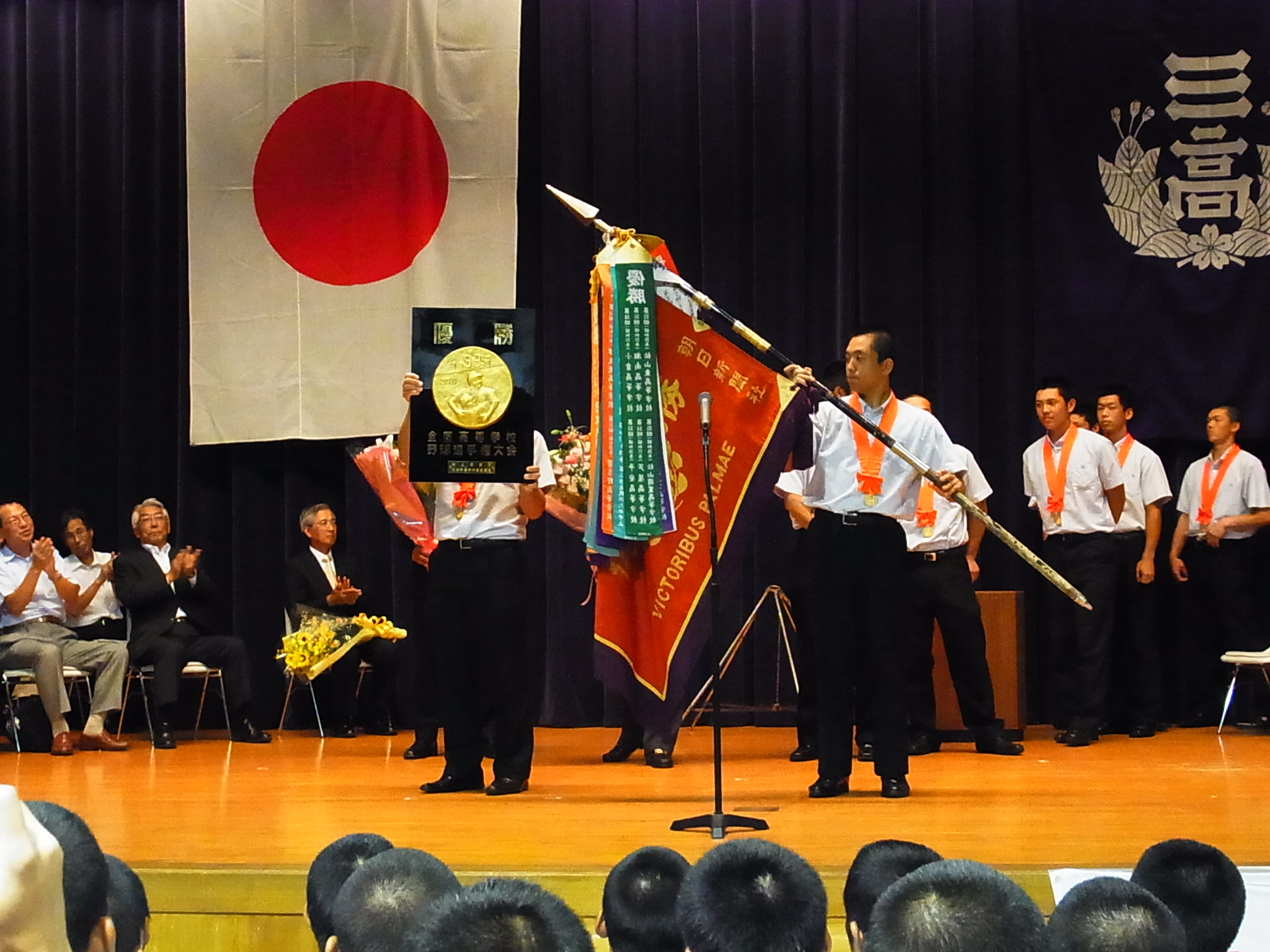
優勝旗を持つ畔上翔主将（2011年8月21日撮影）
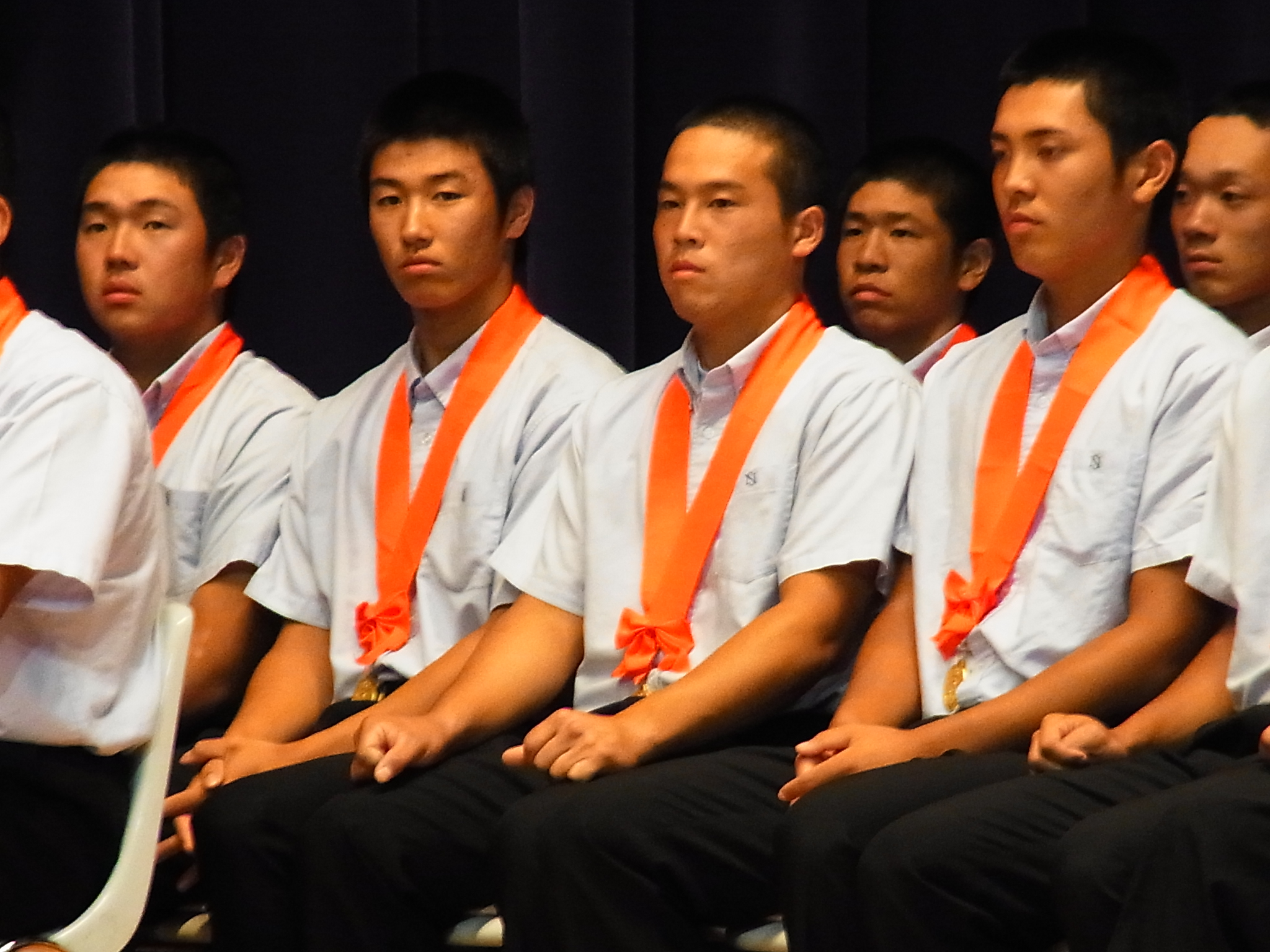
左から横尾俊建、吉永健太朗、鈴木貴弘、金子凌也（2011年8月21日撮影）